# Charlie Hebdo
Charlie Hebdo är ett franskt satiriskt veckomagasin, grundat 1970 av François Cavanna. Tidningen har sin redaktion på 10, rue Nicolas-Appert i Paris 11:e arrondissementet. Tidningens skribenter skriver under pseudonym, men deras riktiga namn är kända. Udden i satiren är riktad mot politiska makthavare, religiösa ledare och maktinstitutioner och utgörs ofta av tecknade bilder.
Tidningen har flera gånger ställts inför rätta och vid minst två tillfällen utsatts för attentat. Den 7 januari 2015 drabbades tidningen av en terrorattack med tolv mördade.

## Historik

### Tidig historia (1970-tal)
Tidningens namn kommer av figuren Charlie Brown (Lille Karl) i den tecknade serien Snobben. Tidningen började ges ut 1970, som en efterträdare till den omedelbart dessförinnan förbjudna Hara-Kiri Hebdo. Den gavs under 1970-talet ut av förlaget Éditions du Square, som redan 1969 grundat serietidningen Charlie Mensuel.
En stor del av innehållet i Charlie Hebdo är satiriska bilduppslag, till skillnad mot den månatliga Charlie Mensuel som var en ren (vuxen)serietidning. Man väjer inte för att publicera provokativa teckningar och texter som bryter mot olika tabun.

### I dvala (1980-tal)
Mellan 1981 och 1992 utgavs ingen tidning.

### 2000-tal
Den försålda pappersupplagan har för det mesta pendlat mellan 45 000 och drygt 100 000.
Charlie Hebdo återtryckte 2006 de "Muhammedbilder" som efter Jyllands-Postens ursprungliga publicering ledde till mordhot, demonstrationer och en flerårig kontrovers. För detta stämdes tidningen av flera muslimska samfund i Frankrike, men man friades i domstol.

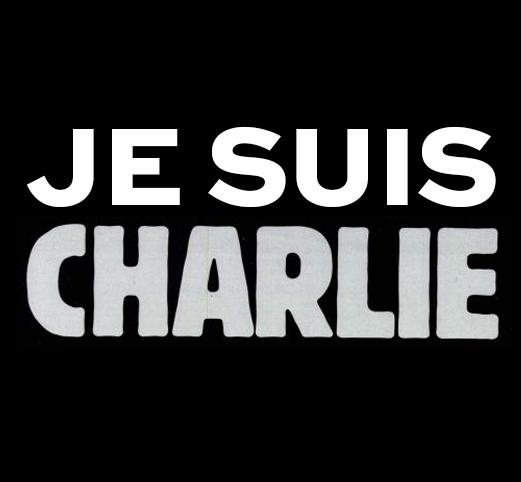
Efter attentatet 2015 spreds på sociala medier slagordet "Je suis Charlie" ('Jag är Charlie').

Några dagar efter flygolyckan  Flight 447 som 1 juni 2009 ledde till 228 döda ägde Europaparlamentsvalet 2009 rum; veckans nummer av Charlie Hebdo hade på omslaget en teckning av en kraschande jumbojet och texten "228 abstentions de plus aux Européennes" ('228 fler röstskolkare i EU-valet'). UMP:s partisekreterare Frédéric Lefebvre manade då till bojkott av tidningen.
I november 2011 skedde en attack med brandbomber mot tidningsredaktionen, efter det att veckans nummer getts ut som Charia Hebdo ('Veckans sharia') och med profeten Muhammed som föregiven chefredaktör. Eldsvådan ödelade delvis lokalerna, och redaktionen fick tillfälligt flytta in hos dagstidningen Libération.

### Attentatet 2015
Den 7 januari 2015 angreps redaktionen i en terroristattack av två beväpnade islamister med automatvapen, varvid tolv personer mördades, bland andra fem av tidningens fasta stab av tecknare: Cabu, Charb, Tignous, Honoré och Georges Wolinski.  Efter attentatet hölls en rad demonstrationer för tryckfrihet och yttrandefrihet under mottot "Je suis Charlie" ("Jag är Charlie"). 
Som respons utsågs tidningen till hedersmedborgare i Paris.

#### Påverkan på tidningen

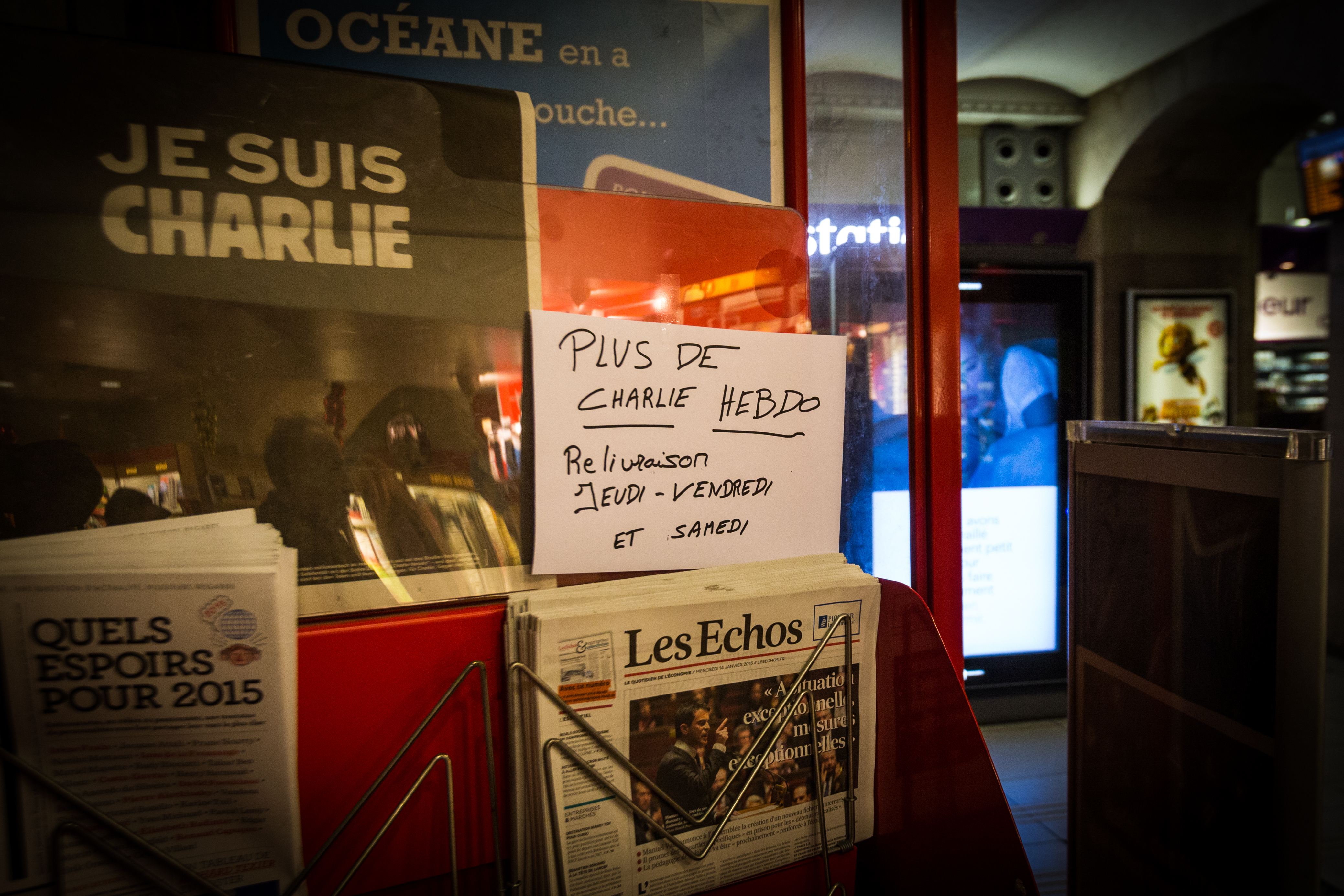
Charlie Hebdo slutsåld på stationen i Strasbourg den 14 januari 2015.

Tidningen lät sig inte stoppas av attentatet, utan man fortsatte utgivningen som vanligt veckan därefter under mottot "Charlie Hebdo – le journal des survivants" ('… överlevarnas tidning'). Framsidan täcktes av en gråtande person med arabisk utstyrsel (Muhammed?) som höll en skylt med texten "Je suis Charlie", och texten "Tout est pardonné" ('Allt är förlåtet') ovanför.
Normalt trycks tidningen i 45 000–60 000 exemplar, men denna gång beslöts att trycka numret i en miljon exemplar. Efter att denna första upplagan nästan omgående tagit slut i försäljningsstånden, trycktes först ytterligare två miljoner exemplar – tre gånger om. Sammanlagt har det här numret fram till 17 januari 2015 tryckts i sju miljoner exemplar, vilket är rekordupplaga inom den franska nyhetspressen. Totalt 300 000 exemplar av numret gick på export, mot normalt 4 000. Det såldes i mer än 20 länder, och digitala översättningar av numret gjordes till engelska, spanska och arabiska.
I Sverige gick Pressbyrån ut med att de skulle sälja tidningen i sin onlinebutik, men det var endast 295 exemplar. Försäljningsstart var den 20 januari kl. 09.00, och på 10 minuter var upplagan redan slutsåld.
Efter detta numret från 14 januari ställdes utgivningen av tidningen in fram till den 4 februari, medan 14-januarinumret fortfarande såldes. Den "nya" redaktionen togs över av andreredaktören Riss (som vid attentatet sårades i högra axeln).

### 2020-tal
Efter terrorattacken 2015 har tidningen fortsatt sin verksamhet, dock något mer försiktigt.
I september 2020 begicks ännu ett dåd riktat mot Charlie Hebdo, då en man beväpnad med köttyxa attackerade människor utanför redaktionens tidigare lokaler. Två personer blev allvarligt skadade. Redaktionen för Charlie Hebdo hade dock efter dådet 2015 flyttat till hemlig adress, och de skadade hade ingen koppling till tidningen. Förövaren kunde gripas kort därefter, och bekräftade att Charlie Hebdo var det egentliga målet.
I december 2024 släpptes en bok med titeln Charlie Liberté, Le journal de leur vie ("Frihetens Charlie, en dagbok över deras liv"), som hyllar de anställda som dödades i attacken och innehåller exempel på deras alster. I boken skriver också chefredaktör Riss om vikten av satir, och ger kritik mot den samtida franska vänstern som "fegar ur".

## Redaktörer i urval
- 1970–81 – François Cavanna
- 1981–91 – ingen utgivning
- 1991–2009 – Philippe Val
- 2009–15 – Charb
- 2015– – Riss (Laurent Sourisseau)[20]

## Källhänvisningar
1. ↑  "Charlie Hebdo". NE.se. Läst 22 januari 2015.
2. ↑  Schofield, Hugh. ”Charlie Hebdo and its place in French journalism”. BBC News Europe. BBC. http://www.bbc.co.uk/news/world-europe-15551998. Läst 2 juni 2012.
3. ↑  ”"Charlie Hebdo" – ein Satireblatt mit Skandal-Tradition” (på tyska). Rheinische Post. 7 januari 2015. http://rp-online.de/panorama/ausland/charlie-hebdo-ein-satireblatt-mit-skandal-tradition-aid-1.4781648. Läst 7 januari 2015.
4. ↑  L'Obs/AFP (2012-10-04): ”"Charlie Hebdo" triple ses ventes avec les caricatures de Mahomet”. Nouvelobs.com. Läst 11 januari 2015. (franska)
5. 1 2  Paulet, Cécile (2012-09-20): "EN IMAGES. Charlie Hebdo: 20 ans de Unes à scandales". Lexpress.fr. Läst 11 januari 2015. (franska)
6. ↑  LP/DR (2011-11-02): "«Charlie Hebdo» attaqué au cocktail Molotov par des inconnus". Leparisien.fr. Läst 11 januari 2015. (franska)
7. ↑  ”Islamists kill 12 in attack on French satirical magazine Charlie Hebdo”. The Times. 7 januari 2015. http://www.thetimes.co.uk/tto/news/world/europe/article4316408.ece. Läst 9 januari 2015.
8. ↑  "Charlie Hebdo, citoyen d'honneur de la ville de Paris". Arkiverad 10 januari 2015 hämtat från the Wayback Machine. Paris.fr, 2015-01-10. Läst 11 januari 2015.
9. ↑  "Mahomet en une du « Charlie Hebdo » de mercredi". Liberation.fr, 2015-01-12. Läst 22 januari 2015. (franska)
10. ↑  Libération : «Charlie Hebdo» épuisé : «Tout est parti en 10 minutes». Libération, 2015-01-14. Läst 22 januari 2015. (franska)
11. ↑  Europe 1 : Déjà épuisé, Charlie Hebdo tiré à 5 millions d'exemplaires. Europe 1, 2015-01-15. Läst 22 januari 2015. (franska)
12. ↑  « Charlie Hebdo tiré à 7 millions d'exemplaires ». Le Monde, 2015-01-17. Läst 22 januari 2015. (franska)
13. ↑  Pressbyrån Arkiverad 20 januari 2015 hämtat från the Wayback Machine.
14. ↑  Dagens Nyheter 2015-01-20  13:25
15. ↑  APF (2015-01-19): "Charlie Hebdo: le dessinateur Riss devrait succéder à Charb". Lesoir.be. Läst 22 januari 2015. (franska)
16. 1 2  Adam Sage Paris (3 januari 2025). ”Charlie Hebdo, a decade on: ‘The French left have become cowards’” (på engelska). www.thetimes.com. https://www.thetimes.com/world/europe/article/charlie-hebdo-a-decade-on-the-french-left-have-become-cowards-59wbfvrh6. Läst 4 januari 2025.
17. ↑  ”French police detain main suspect in ‘symbolic’ attack outside Charlie Hebdo’s former office” (på engelska). France 24. 25 september 2020. https://www.france24.com/en/20200925-four-injured-in-knife-attack-outside-charlie-hebdo-s-former-office-in-paris-suspects-at-large. Läst 4 januari 2025.
18. ↑  SVT Nyheter (25 september 2020). ”Flera gripna efter knivattack i Paris”. SVT Nyheter. https://www.svt.se/nyheter/utrikes/fyra-skadade-i-knivattack-i-paris. Läst 4 januari 2025.
19. ↑  Méheut, Constant (26 september 2020). ”Paris Suspect Said Attack Was Aimed at Paper That Mocked Islam’s Prophet” (på amerikansk engelska). The New York Times. ISSN 0362-4331. https://www.nytimes.com/2020/09/26/world/europe/paris-suspect-said-attack-was-aimed-at-paper-that-mocked-islams-prophet.html. Läst 4 januari 2025.
20. ↑  Claire Rodineau (21 juli 2015). ”Charlie Hebdo: Riss ne dessinera plus Mahomet” (på franska). Le Figaro. https://www.lefigaro.fr/bd/2015/07/21/03014-20150721ARTFIG00109--charlie-hebdo-riss-ne-dessinera-plus-mahomet.php. Läst 22 april 2020.